# Breshad Perriman
Breshad Perriman (Lithonia, 10 settembre 1993) è un giocatore di football americano statunitense che milita nel ruolo di wide receiver per i Tampa Bay Buccaneers della National Football League (NFL).

## Carriera universitaria
Perriman al college giocò a football alla University of Central Florida dal 2012 al 2014. Nell'ultima partita della stagione regolare del 2014, contro East Carolina, Perriman segnò il touchdown vincente dopo una ricezione da 51 yard che diede ai Knights il titolo condiviso della American Athletic Conference Championship. La sua esperienza nel college football si concluse con 115 ricezioni per 2.243 yard e 16 touchdown.

## Carriera professionistica

### Baltimore Ravens
Considerato uno dei migliori ricevitori selezionabili nel Draft NFL 2015, il 30 aprile Perriman fu scelto come 26º assoluto dai Baltimore Ravens. Il 17 novembre 2015 fu inserito in lista infortunati senza riuscire a scendere in campo nella sua stagione da rookie.